# Płatnik (program)
Płatnik – program komputerowy, tworzony przez Asseco Poland SA, umożliwiający wysyłanie dokumentów ubezpieczeniowych do Zakładu Ubezpieczeń Społecznych (ZUS) w formie elektronicznej przez osoby i firmy, na których ciąży taki obowiązek. Program jest bezpłatny, działa jednak wyłącznie pod systemem MS Windows.
Płatnik posiada m.in. funkcję: przygotowywania dokumentów ubezpieczeniowych oraz ich weryfikacji, a także wydruku dokumentów. Po uzyskaniu certyfikatu klucza publicznego istnieje możliwość przekazywania w formie elektronicznej do ZUS dokumentów drogą teletransmisji lub na nośnikach (płytach CD). Oprócz tego Płatnik zapewnia import danych z systemu kadrowo-płacowego, utrzymanie danych historycznych osób ubezpieczonych, drukowanie przelewów bankowych i dokumentów wpłaty, przygotowywanie przelewów bankowych w formie pliku tekstowego.
Od 1999 roku rozwijana jest również bezpłatna i wolna alternatywa dla Płatnika w postaci programu Janosik, która nie osiągnęła jednak stadium produkcyjnego. Program pracuje na systemie Microsoft Windows. Od stycznia 2012 roku istnieje możliwość wysyłania dokumentów ubezpieczeniowych do Zakładu Ubezpieczeń Społecznych (ZUS) przy pomocy oprogramowania Bukigo 1.0 firmy Forca sp. z o.o.
Od 2007 roku dostępna jest oficjalna specyfikacja interfejsu systemu KSI udostępniona przez ZUS.
Alternatywą dla programu Płatnik jest aplikacja ePłatnik, która umożliwia tworzenie i przesyłanie do ZUS dokumentów ubezpieczeniowych z poziomu przeglądarki internetowej bez konieczności instalowania dodatkowego oprogramowania.

## Wymagania systemowe dla wersji 10.02.002
Minimalne
- procesor Pentium IV (albo odpowiednik) lub szybszy,
- 1 GB pamięci RAM lub więcej,
- 1-2 GB wolnej przestrzeni na dysku twardym (w zależności od przewidywanej wielkości bazy danych oraz zakresu instalowanych komponentów),
- karta graficzna SVGA pracująca w rozdzielczości 1024×768 i wyświetlająca 16 milionów kolorów (true color),
- drukarka atramentowa lub laserowa drukująca z rozdzielczością przynajmniej 300 dpi,
- karta sieciowa z dostępem do szerokopasmowego internetu,
- Internet Explorer min. 8,
- czytnik kart kryptograficznych.

Zalecane
- procesor Pentium IV (albo odpowiednik) lub szybszy,
- 1 GB pamięci RAM lub więcej,
- 1-2 GB wolnej przestrzeni na dysku twardym lub więcej (w zależności od przewidywanej wielkości bazy danych oraz zakresu instalowanych komponentów),
- karta graficzna SVGA pracująca w rozdzielczości 1024×768 i wyświetlająca 16 milionów kolorów (true color),
- drukarka atramentowa lub laserowa drukująca z rozdzielczością przynajmniej 300 dpi,
- karta sieciowa z dostępem do szerokopasmowego internetu,
- Internet Explorer min. 8,
- czytnik kart kryptograficznych.